# Березница (Волковская волость)
Березница — деревня в Островском районе Псковской области. Входит в состав Островской волости.
Расположена на реке Березница, в 20 км к северу от города Остров, у автодороги М20 и соответствующего участка железной дороги Псков — Остров. Западнее находится деревня Дуловка, севернее — Асановщина.

## Население
| 2001 | 2002 | 2010 | 2013 |
| ---- | ---- | ---- | ---- |
| 8    | ↗11  | ↘7   | ↗11  |

## История
До 2005 года деревня входила в состав ныне упразднённой Дуловской волости, затем, до апреля 2015 года входила в состав ныне упразднённой Волковской волости Островского района.